# Gromisław
Gromisław – staropolskie imię męskie. Składa się z członu Gromi- ("gromić, uderzać jak grom") i -sław ("sława"). Mogło oznaczać "posiadający nieodpartą sławę".
Gromisław imieniny obchodzi 25 lutego i 11 października.
Zdrobnienia imienia Gromisław: Gromek, Gromcio, Gromulek